# Обов'язок
Обо́в'язок — це сукупність моральних зобов'язань людини перед іншими. Він виступає як нормативна категорія, що регламентує соціальні обов'язки, котрі повинен виконувати індивід у силу суспільної необхідності. Проблема обов'язку є проблемою співвідношення особистого і суспільного інтересу. З усієї великої кількості теоретичних суджень про обов'язок важливо виділити концепцію Канта, який поклав це поняття і категорію в основу своїх пошуків сутності моральності, який бачив у обов'язку головний принцип її чистоти.
Обов'язок — вища моральна зобов'язаність, що стала внутрішньою якістю і стимулом вільної поведінки особистості, це органічна необхідність, що узгоджує особисті й суспільні інтереси.
В теорії управління обов'язки — нормативно закріплене коло дій, покладених на органи управління або працівників, які слід безумовно виконувати